# Płużnica
Płużnica is een dorp in het Poolse woiwodschap Koejavië-Pommeren, in het district Wąbrzeski. De plaats maakt deel uit van de gemeente Płużnica en telt 5000 około inwoners.